# Meridian Sport
Meridian Sport (cirílico serbio: Меридиан спорт) es un portal de Internet serbio especializado en deportes que se encuentra en formato digital desde 2017. Por parte de Meridian Tech d.o.o. empresa, los orígenes del portal se remontan a 2001, cuando surgió por primera vez como una publicación impresa.
El portal cubre una amplia gama de deportes y brinda noticias de la escena local, de la región en general y del ámbito internacional. Ofrece una combinación de contenido que incluye las últimas noticias deportivas, datos estadísticos detallados, entrevistas interesantes y análisis exhaustivos de partidos.
El sitio dio un salto significativo en accesibilidad en 2020 con el lanzamiento de su aplicación móvil para Android, disponible en Google Play. Meridian Sport ha establecido una sólida presencia en varias plataformas. Los fanáticos pueden seguir las últimas actualizaciones en Facebook, Instagram, Twitter, y YouTube.
Los portales regionales están disponibles en Bosnia y Herzegovina, Montenegro, Chipre, Malta, Perú y Tanzania.